# Sainte-Chapelle de Riom
Pour les articles homonymes, voir Sainte-Chapelle (homonymie).
La Sainte-Chapelle de Riom est une chapelle palatiale classée « monument historique », édifiée à Riom, alors capitale du duché d'Auvergne, au tournant du XVe siècle, sur le modèle de la Sainte-Chapelle de Paris.
Elle est l'une des sept saintes chapelles (sur les dix d'origine, outre celle de Paris) qui subsistent en France et un des vestiges du palais ducal de Riom.

## Historique

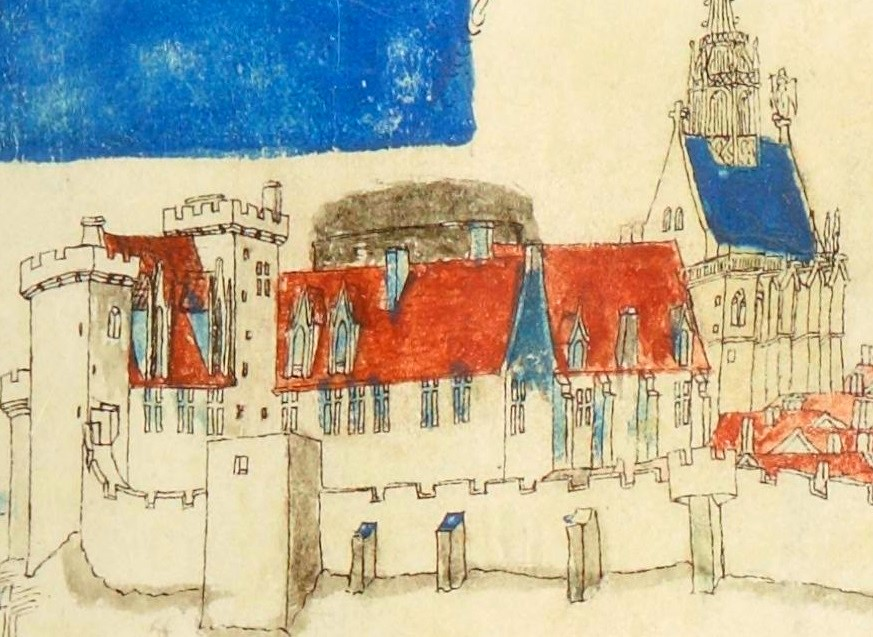
Armorial d'Auvergne de Guillaume Revel.
Palais ducal de Riom avec la Sainte-Chapelle.

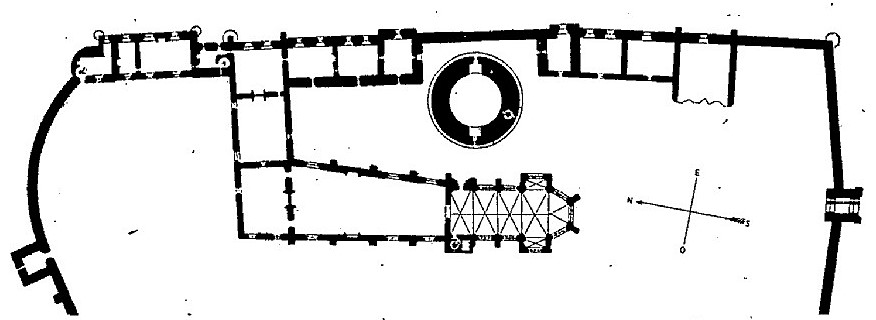
Plan du palais des ducs d'Auvergne avec la Sainte-Chapelle.
Congrès archéologique de France, 1913, par Paul Gauchery.

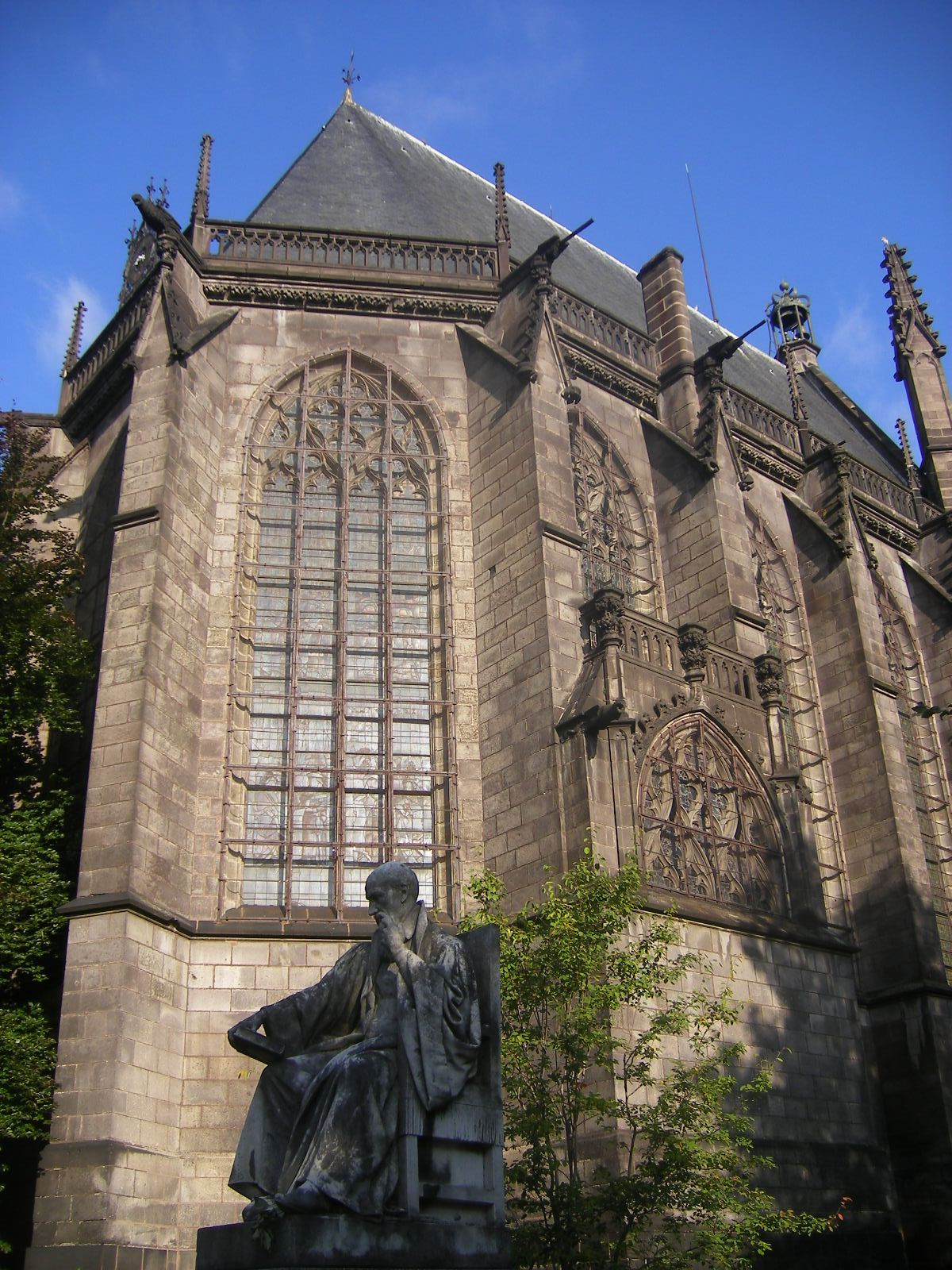
Sainte-Chapelle de Riom avec la statue du chancelier Michel de L'Hospital,
œuvre du sculpteur Eugène Sollier (1844-1915) datée de 1881.

La Sainte-Chapelle de Riom était la chapelle castrale du palais des ducs d'Auvergne, élevé de 1380 à 1403 à l'emplacement du château qu'avait construit Alphonse de Poitiers.
Le projet du palais et de la chapelle a dû être préparé par Guy de Dammartin dans les années 1370. Guy de Dammartin avait travaillé sur les chantiers royaux avec Drouet de Dammartin et Raymond du Temple. Il a ensuite été relayé par Pierre Juglar, « maître du bâtiment de Clermont ». Hugues Foucher est le maître des œuvres pour le compte de Jean Ier de Berry en Auvergne. Hugues Foucher a signé les prix-faits.
C'est le dernier élément qui reste de son somptueux palais en Auvergne évoqué dans ses Très Riches Heures. Elle est construite en continuité avec la grande salle du château, à l'emplacement d'un oratoire édifié par Alphonse de Poitiers en 1241-1271, précédent bénéficiaire de l'apanage d'Auvergne, et dans lequel avait été célébré le deuxième mariage du duc de Berry et d'Auvergne avec Jeanne de Boulogne, en 1389.
Les pierres pour construire la chapelle ont été fournies en mai 1395. Les maçons Colin de Juvigny et Jehan Bienvenu commencent à réaliser les fondations de la chapelle en janvier 1396 puis élèvent les murs. L'analyse dendrochronologique de la charpente de la toiture a donné une date moyenne de 1403.
La Sainte-Chapelle rappelle  celle de Bourges, aujourd'hui disparue, toutes deux s'inspirant de la Sainte-Chapelle de Vincennes élevée sur les plans de Raymond du Temple.
La chapelle a été dédiée à la Sainte Croix, à saint Louis et à saint Thomas. En 1488, Anne de Beaujeu et son mari Pierre II de Bourbon ont installé un collège de prêtres. Par les bulles du 4 avril 1489 et 15 janvier 1491, le pape Innocent VIII a créé le chapitre collégial sous l'invocation de saint Louis.
La Révolution a fait disparaître les armoiries et signes héraldiques mentionnés dans les descriptions du XVIIe siècle et détruit la flèche aigüe qui se trouvait au milieu du toit ainsi que la statue de saint Michel en plomb placée au-dessus du chevet.
Le château est transformé en habitations et en prison. En 1790, il devient le siège du tribunal du district, puis, en 1800, une cour d'appel. Ces travaux d'aménagement sont confiés à Claude-François-Marie Attiret (1750-1823), architecte de la ville de Riom. La chapelle devient alors la salle des archives. Le décret impérial du 10 mai 1811 fixe définitivement la Cour d'appel à Riom.
En 1820, la chapelle est divisée en deux niveaux superposés. Le premier niveau est affecté à la salle d'audience de la chambre 2e et le second niveau est le dépôt d'archives. Cette disposition va entraîner la disparition des vitraux au niveau de la salle d'audience. Une annexe avec l’entrée des magistrats de la 2e chambre est construite au chevet de la chapelle en utilisant des remplois du palais ducal et notamment la porte au cygne. Une porte est ouverte au chevet. Cette modification du chevet a été démontée pendant la restauration de la Sainte-Chapelle, vers 1850.
En 1824, il est décidé de détruire L'ancien palais. Un nouveau palais de justice est construit de 1828 à 1841 par l'architecte Guillaume-Thérèse-Antoine Degeorge (1787-1868) en s'inspirant du palais Farnèse. Le palais n'a été inauguré que le 5 juillet 1862 par Napoléon III à la demande de son ministre riomois, Eugène Rouher. La chapelle est intégrée aux nouvelles constructions. La chapelle est intégrée aux monuments historiques en 1840.

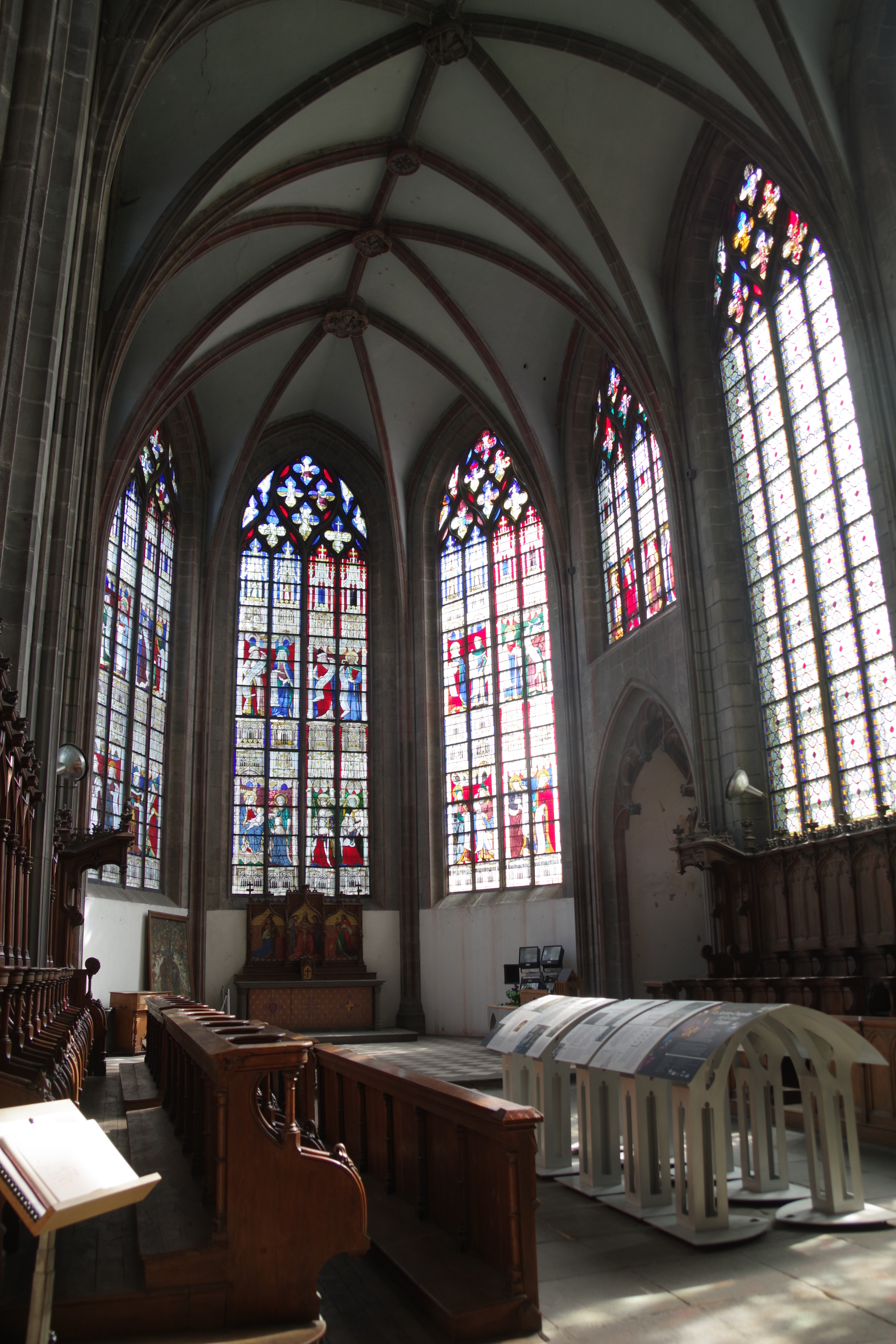
Intérieur de la sainte-chapelle

Prosper Mérimée est à Riom le 30 juillet 1836. En 1842, l'architecte Degeorge propose un devis pour la restauration de la chapelle. La restauration commence à l'été 1850 sous la direction du successeur de Degeorge, l'architecte Aymon-Gilbert Mallay (1805-1883). Les archives quittent la chapelle. Le plancher qui divisait la chapelle en deux niveaux est démonté en 1851. La chapelle est rendue au culte en novembre.
La chapelle est la propriété du ministère de la Justice car incluse dans l'enceinte de la Cour d'appel de Riom.

## Protection
La Sainte-Chapelle est classée monument historique depuis le 16 mai 1979.

## Description

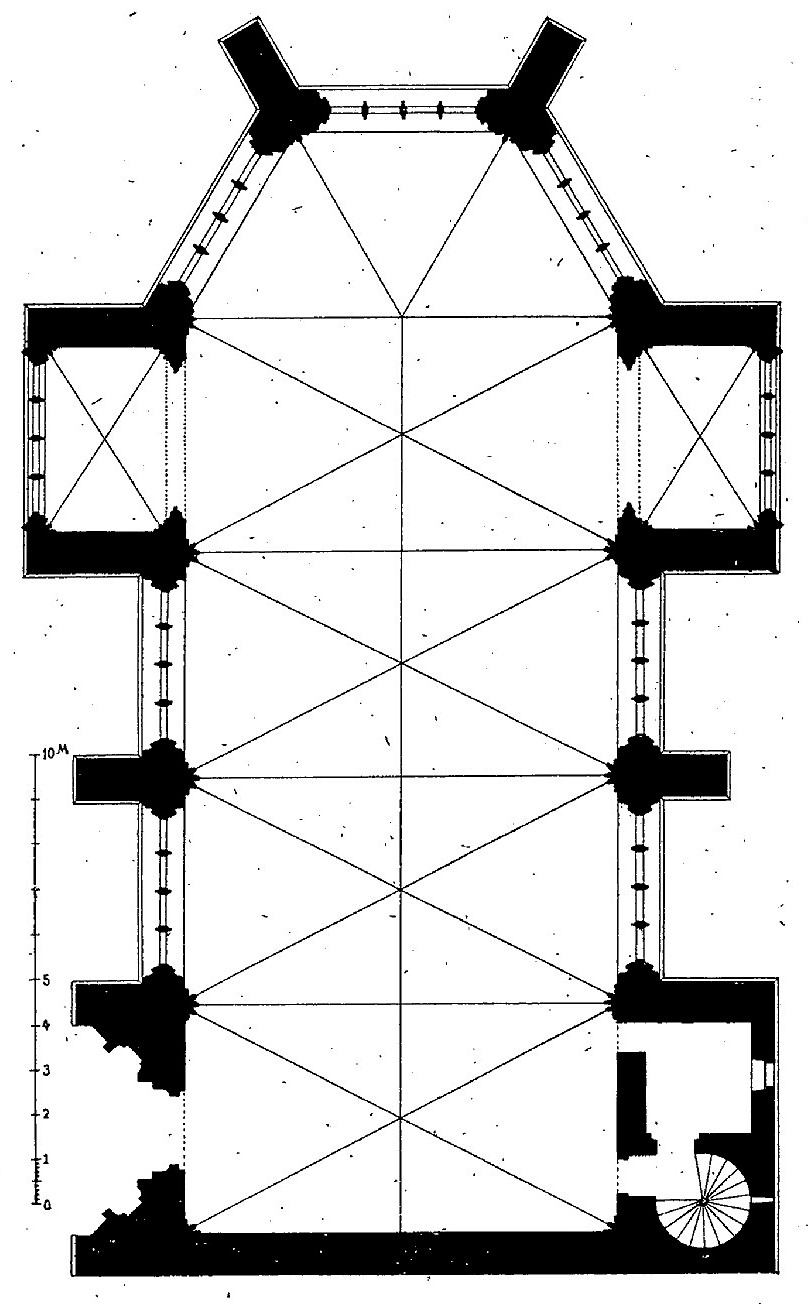
Plan de la Sainte-Chapelle
Congrès archéologique de France. 1913, Paul Gauchery.

La chapelle de style gothique flamboyant est à nef unique de quatre travées et voûtée d'ogives. La poussée des voûtes est équilibrée par des contreforts extérieurs. La chapelle est éclairée par neuf baies. Deux petits oratoires permettaient au duc et à la duchesse de suivre les offices. Une cheminée chauffait les oratoires. La devise du duc était sculptée sur leurs manteaux : Ursine, le tems venra.
La chapelle mesure 23,3 m de long, 9,1 m de large et 15,3 m de hauteur à la clé de voûte. Elle présente quatre travées de longueur égale à la moitié de la portée, soit 4,55 m. Le chevet, orienté, au sud, est pentagonal, chaque pan étant de longueur égale à la longueur d'une travée. Elle est faite en pierre volcanique de Volvic, couverte d'ardoise. Un chemin de ronde de 72 m de long fait le tour de la chapelle.
La chapelle avait deux entrées. Un premier accès se faisait par la grande salle du château, aujourd'hui disparu. Le second accès se trouve sur la façade est de la première travée. Une annexe de trois niveaux avec un escalier à vis a été construite contre la façade ouest de la première travée permettant au duc d'accéder à son oratoire privé.

## Mobilier
Le mur du fond est décoré d'une tapisserie d'Aubusson en 1820 quand la salle d'audience de la 2e chambre est installée dans la chapelle.

## Vitraux

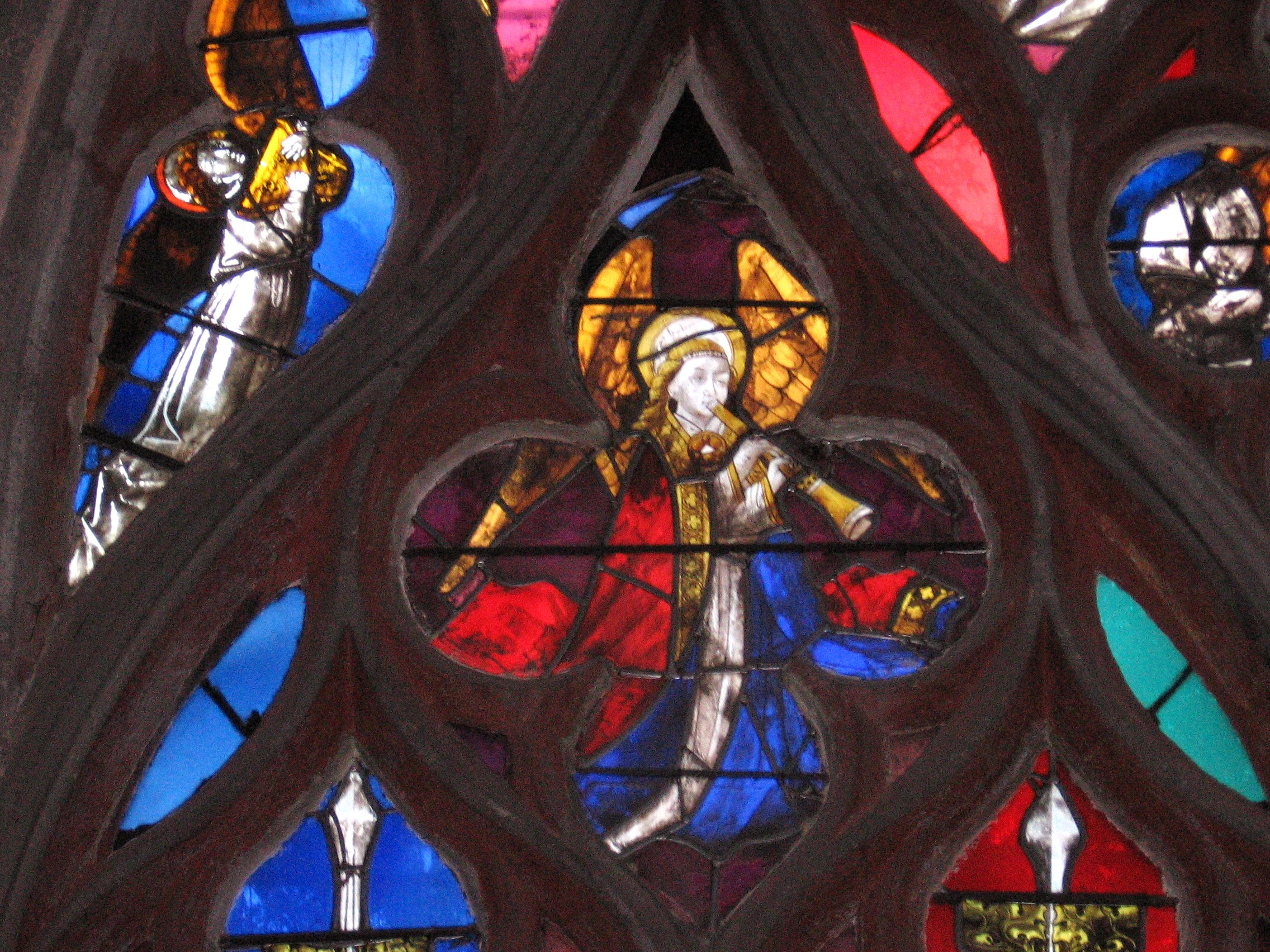
Détail d'un vitrail.

Les vitraux ont été réalisés pour les neuf baies de la nef et de l'abside, vers 1450-60, commandés par Charles Ier de Bourbon, le petit-fils de Jean de Berry, à des verriers berruyers.

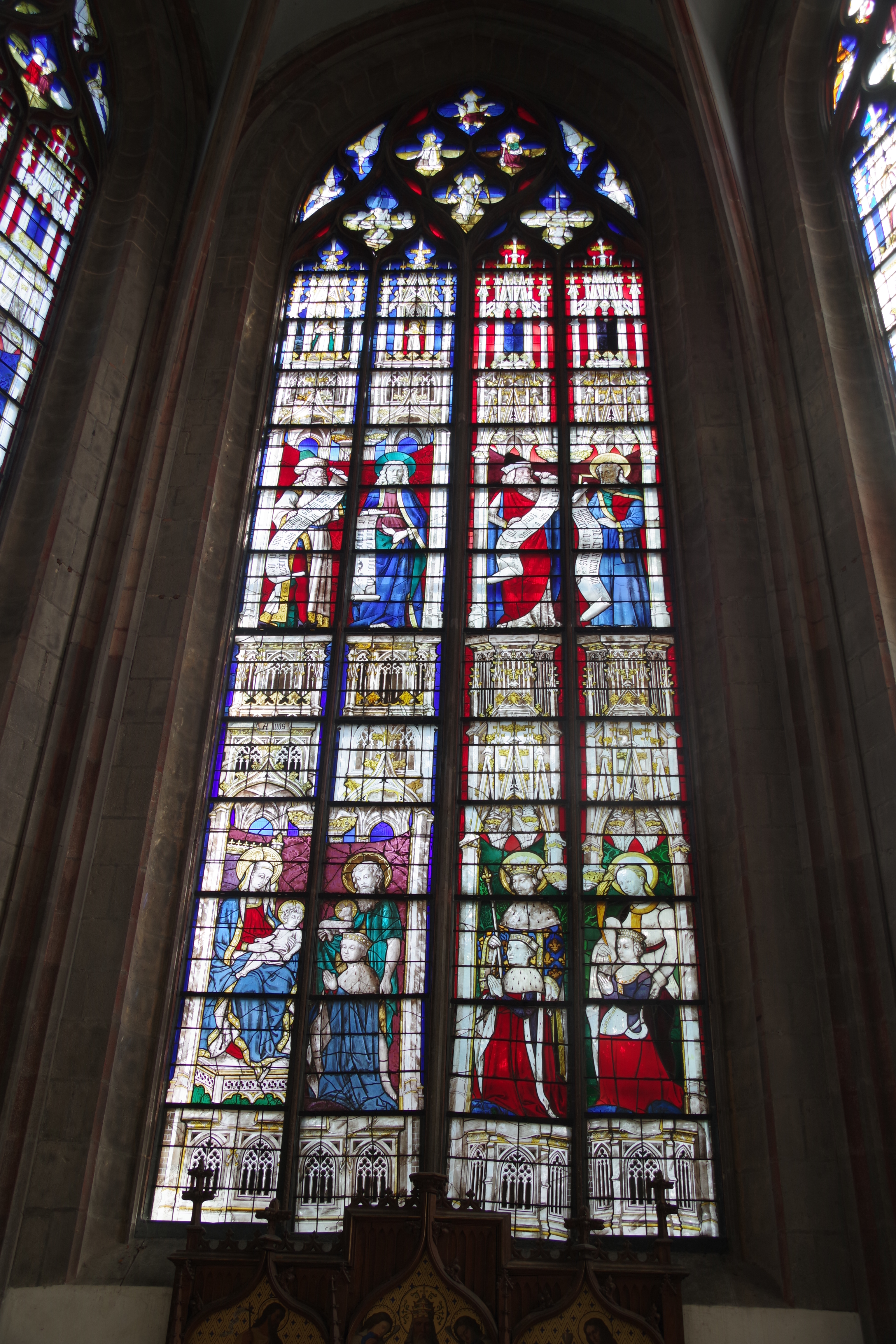
Verrière de la baie axiale.

Des dégradations des vitraux sont signalées aux XVIIe et XVIIIe siècles. En janvier 1686, le représentant de la Couronne en Auvergne signale que les vitraux sont considérablement endommagés. Amable Boy, vitrier à Riom, est chargé de remplacé les morceaux cassés ou manquants par du verre blanc de Lorraine ou du verre de couleur en suivant le dessin initial pour 400 livres. En 1727, les verrières sont de nouveau endommagées par le vent et nécessitent une intervention importante. Les travaux de réparation sont adjugés le 6 février 1729 à Pierre Chardonnet, vitrier à Riom, pour 700 livres. Les travaux sont effectués avec Amable Boy. Les travaux s'achèvent en janvier 1731 mais a entraîné une modification importante de la disposition des vitraux.
L'installation du dépôt des archives du tribunal en 1790 a, peut-être, affecté les vitraux. La division en deux niveaux de la chapelle avec la création de la 2e chambre au premier a entraîné la disparition du vitrage ancien à ce niveau des baies 0, 1, 2, 3, 4, 5 et 6. Rien n'est connu des vitraux anciens dans la partie inférieure de ces verrières.
La chapelle est classée monument historique en 1840. Le 25 mars 1842, le peintre verrier Étienne Thevenot présente un rapport sur l'état détaillé du bâtiment et des vitraux à cette date avec un projet de restauration. La restauration des vitraux de la partie supérieure qui comprend des éléments importants du titrage original est jugée facile. Pour les parties inférieures qui ont disparu, il a présenté deux propositions. La première consiste à y placer les blasons des Bourbons et de leurs alliances portés par deux anges. La seconde consiste à y placer des personnages dans le style et la continuité des registres supérieurs. Les discussions pour savoir qui doit payer ces restaurations, le ministère de l'Intérieur ou celui de la Justice, ont entraînés une dégradation encore plus importante des vitraux. En 1850, on colle du papier sur les verrières pour éviter des chutes.
La restauration de la chapelle commence en 1850 et se continue par les vitraux en 1853-56 par le maitre verrier Étienne Thevenot.